# 五所川原市立金木小学校
五所川原市立金木小学校（ごしょがわらしりつ かなぎしょうがっこう）は、青森県五所川原市金木町（旧:北津軽郡金木町域）にある公立小学校。主な進学先は、金木中学校。

## 概要
- 五所川原市金木町芦野にあり、旧金木町域全域が学区となっている。

## 沿革
- 1875年（明治8年）5月10日 - 金木尋常小学校創立（当時の所在地は大字金木の郷社八幡宮地内）。
- 1885年（明治18年） - 大字金木の笹木千影氏の宅地に移転。
- 1899年（明治32年）7月1日 - 第一金木尋常小学校に改称。
- 1902年（明治35年） - 大字金木字菅原（現在のかなぎ病院付近）に移転。
- 1903年（明治36年）6月9日 - 金木第一尋常小学校に改称。
- 1908年（明治41年）4月1日 - 金木第二尋常小学校と金木第三小学校の第4学年終了児童を第5学年に収容。
- 1925年（大正14年）3月31日 - 組合立明治高等小学校[1]を併合し、金木第一高等尋常小学校に改称。
- 1928年（昭和3年）11月20日 - 学校新築地鎮祭挙行（大字金木字芦野127番地）。
- 1936年（昭和11年）7月11日 - 9時から校舎落成式挙行。同月、金木尋常高等小学校と改称。
- 1941年（昭和16年）4月1日 - 国民学校令により、金木国民学校と改称。
- 1947年（昭和22年）
  - 4月1日 - 新学制発足により、金木町立金木小学校に改称。
  - 5月 - 父母と教師の会発足。
- 1948年（昭和23年）
  - 8月28日 - 漏電による火災で、校舎全焼。
  - 12月27日 - 大東ヶ丘分校開校式挙行。
- 1950年（昭和25年）5月24日 - 新校舎落成式（第一期工事）挙行。
- 1951年（昭和26年）11月3日 - 第二期新校舎落成式挙行。
- 1952年（昭和27年）
  - 6月 - 校内放送設備完了。
  - 11月3日 - 第三期工事講堂落成式挙行。
- 1958年（昭和33年）11月 - 校歌（旧）制定発表会開催。校章制定。
- 1963年（昭和38年）10月 - ミルク給食開始。
- 1964年（昭和39年）7月15日 - 完全給食実施。
- 1969年（昭和44年）7月29日 - 9時からプール開き挙行。
- 1975年（昭和50年）9月 - 創立百周年記念式典挙行。記念碑建立。
- 1977年（昭和52年）3月31日 - 大東ヶ丘分校閉校。
- 1978年（昭和53年）8月3日 - 現校舎の新築工事着工。
- 1979年（昭和54年）8月 - 新校舎第一期工事完了。
- 1980年（昭和55年）
  - 4月1日 - 蒔田小学校を統合。
  - 8月 - 新校舎第二期工事完了。
  - 9月12日 - （旧）金木・蒔田の両小学校を統合した新校舎の記念式典挙行。
- 1981年（昭和56年）
  - 5月 - 前庭舗装工事一部完了。
  - 6月 - 微笑園完成。
- 1998年（平成10年）5月 - 郷土美術館開館。
- 1999年（平成11年）4月 - ひまわり学級増設。
- 2000年（平成12年）
  - 4月 - あおぞら学級増設。
  - 8月 - 校舎耐震性補強工事実施（大体育館・小体育館・職員室・校長室・保健室・会議室）。
- 2002年（平成14年）4月 - 放課後教室開設。
- 2005年（平成17年）
  - 3月28日 - 金木町が五所川原市に合併されたことにより、五所川原市立金木小学校に改称。
  - 4月1日 - 川倉小学校を統合。
- 2007年（平成19年）
  - 3月31日 - あおぞら学級閉鎖。
  - 4月 - 金木スポーツトレーニングセンター閉鎖により、大体育館が夜間の社会体育活動に開放（平日のみ）。
- 2012年（平成24年）4月 - 校訓「微笑誠心」制定。
- 2014年（平成26年）3月 - プールが解体撤去され、跡地にスクールバス待機場所造成及び前庭を舗装し、駐車場造成。
- 2015年（平成27年）4月1日 - 嘉瀬小学校と喜良市小学校を統合。これにより、金木地区全域が学区となる。同月、新校歌制定。
- 2016年（平成28年）4月 - あおぞら学級増設。
- 2017年（平成29年）
  - 3月 - 自校給食終了。
  - 4月 - 五所川原学校給食センターからのセンター給食開始。

## 周辺
- 国道339号
- 津軽鉄道芦野公園駅
- 青森県立芦野公園
- B&G財団金木海洋センター（夏季のみ営業） - 本校の児童は、当施設にて水泳の授業を行っている。
- 五所川原警察署金木交番[2]（旧:金木警察署）
- 旧伊藤忠吉記念図書館（現:五所川原市立図書館蔵書倉庫）

## アクセス
- 津軽鉄道線芦野公園駅から徒歩約5分。
- 弘南バス小泊線「芦野公園前」バス停から徒歩約3分。
- 旧金木町中心部から車で約5分。

## 著名な卒業生
- 尊富士弥輝也（大相撲力士）[3]

## 参考資料
- 『平成29年度学校要覧』（五所川原市立金木小学校）の「I 学校の概要」・「1 学校沿革」
- 『金木郷土史』（180～182頁）
- 『金木だより』（町広報誌・昭和44年8月5日発行第105号1頁、昭和53年9月発行第159号5頁、昭和55年9月発行第175号5頁）